# Anticlinal de La Tour-Blanche
L'anticlinal de La Tour-Blanche est un bombement dans la couverture sédimentaire du Bassin aquitain septentrional. L'anticlinal est orienté ouest-nord-ouest/est-sud-est et représente la deuxième[précision nécessaire] ride anticlinale.

## Description de la structure
L'anticlinal fut nommé d'après La Tour-Blanche en Dordogne, mais le vrai centre de la structure se trouve dans la commune de Chapdeuil. Pour cette raison l'anticlinal fut aussi appelé anticlinal de Chapdeuil ou anticlinal de Chapdeuil-La Tour-Blanche. Le plan de la structure est un parallélogramme, ses bases étant orientées ouest-nord-ouest/est-sud-est (120° N) et les côtés nord-sud (la limite Ligérien/Angoumien servant comme niveau de référence). L'axe majeur de l'anticlinal mesure 6 kilomètres, l'axe mineur 3 kilomètres. Comme l'anticlinal de Mareuil la structure est dissymétrique en profil; son flanc nord-est incliné 25° vers le NNE, par contre son flanc sud-ouest montre seulement un pendage de 5° vers le SSO. De plus le flanc nord-est est longé par une faille inverse, qui le soulève légèrement (avec un rejet de 10 – 15 mètres).
Plus au nord l'anticlinal est accompagné par le synclinal de Villebois-Lavalette-La Chapelle-Montabourlet (ou synclinal de Gout-Rossignol-Léguillac). Après une flexure importante entre Verteillac et Grand-Brassac plus au sud suit un synclinal (au nord-est de Ribérac), qui est constitué entièrement du Campanien à la surface. L'anticlinal suivant passe par Montmoreau en Charente et disparaît au nord-ouest de Ribérac.
Analogues à l'anticlinal de Mareuil plusieurs accidents traversent la terminaison orientale de la structure, suivant la direction NE-SO.
L'axe de l'anticlinal commence à s'enfoncer à l'est de Saint-Just et au même temps fait un virage vers l'est. On peut ensuite tracer le bombement jusqu'à l'est du Boulou près de Paussac où il disparaît définitivement.
L'anticlinal est drainé vers le (est-)sud-est par l'Euche, un affluent dextre de la Dronne et par le Buffebale, un petit affluent en rive gauche de l'Euche. En outre il est marqué par une inversion du relief produisant une dépression de la topographie.

## Contexte géologique régional
Vu de la marge du Bassin aquitain, l'anticlinal de la Tour-Blanche est la deuxième ride anticlinale, il suit l'anticlinal de Mareuil. Cette ride est parallèle à la bordure du Massif Central, distant d'environ 25 kilomètres. L'épaisseur de la couverture sédimentaire totalise ici déjà 1 000 mètres.
Comme l'anticlinal de Mareuil la structure montre une large étendue régionale. On peut la suivre par exemple vers le nord-ouest jusqu'à Cognac en Charente. Vers le sud-est elle se poursuit par le bombement de Bussac, par l'anticlinal de Périgueux (Beauronne) et par l'anticlinal de Saint-Cyprien (un pli faillé). Avec la flexure de Cazals on peut la même tracer presque vers Cahors dans le Lot.

## Stratigraphie de la sequence sédimentaire

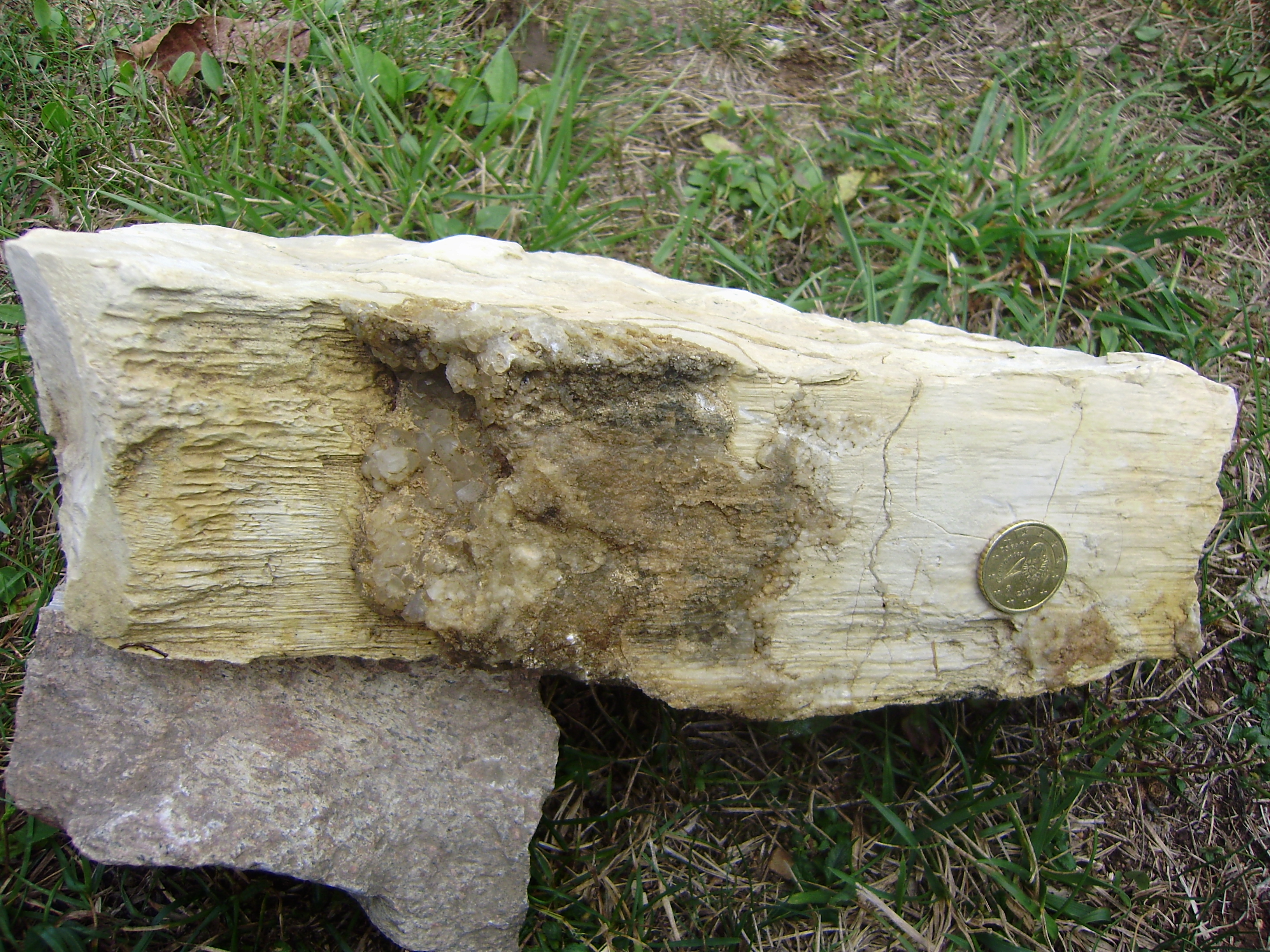
Micrite du Portlandien inférieur des Granges, près de Chapdeuil. L'échantillon est coupé par un cisaillement en direction ESE-ONO et est accompagné d'un “pull-apart” rempli de calcite.

Au cœur de l'anticlinal affleure le Jurassique supérieur. Le niveau le plus bas en affleurement est le Kimméridgien supérieur suivi en concordance par le Portlandien inférieur. Le Kimméridgien supérieur, d'une épaisseur de 10 – 15 mètres, est incisé par le Buffebale, donc visible aux pentes. Il débute en faciès détritique (sables et grès calcaires) et finit en faciès bioclastique avec des calcaires oolithiques. On peut le différencier en deux domaines : à l'est un domaine détritique (série de la Marteille) et à l'ouest un domaine récifal avec des polypiers, parfois des huîtres et des nérinées (série de Cercles). Cette répartition en deux domaines perdure au Portlandien inférieur, qui montre à l'est des intercalations grossières (lumachelles, graviers et brèches). En général le Portlandien inférieur, d'une épaisseur de 35 mètres, est un micrite cryptocristallin lité. Les lits, d'une couleur grise, jaunâtre ou rougeâtre, varient en épaisseur entre 10 et 20 centimètres; ils sont séparés par des minces intercalations marneuses ou argileuses. Le Portlandien inférieur affleure majoritairement dans l'anticlinal.
Après le retrait de la mer à la fin du Jurassique et l'émersion de la plate-forme aquitaine pendant tout le Crétacé inférieur, suit la transgression cénomanienne. La mer envahit à nouveau la plate-forme avec des dépôts littoraux. Les épaisseurs du Cénomanien sont faibles, mais peuvent avoir des variations considérables; par endroits elles atteignent 40 mètres. Le Cénomanien se laisse diviser en trois séries : une série détritique à la base (sables avec intercalations lumachelliques et lignitiques), une série calcaire au milieu (calcaires de couleur roux-brun à gris) et encore une série détritique au sommet (argilites gris-noir à verdâtres, très riches en huîtres). Sur le Cénomanien repose en concordance le Turonien très fossilifère. Il comprend deux étages : 15 - 40 mètres de Ligérien (calcaires crayeux débitant en nodules) à la base suivis par 35 – 65 mètres d'Angoumien (calcaires à rudistes). Le Coniacien est discordant sur le Turonien; il a une épaisseur de 50 – 80 mètres et comprend des calcaires fossilifères très durs. La séquence sédimentaire se termine avec les formations crayeuses typiques du Santonien (60 – 80 mètres) et du Campanien (100 – 180 mètres). En total elle peut donc atteindre une épaisseur de 535 mètres.
Un forage de reconnaissance (sondage pétrolier) fut implanté sur l'anticlinal de La Tour-Blanche. Il traversa toute la couverture sédimentaire et rencontra le socle varisque (schistes gris métamorphiques) à une profondeur de 1 085 mètres. En détail ce forage traversa 670 mètres de Jurassique supérieur (très épais), 158 mètres de Dogger, 182 mètres de Lias et 75 mètres de Trias.

## Observations tectoniques
Les déformations enregistrées par les sédiments de l'anticlinal de La Tour-Blanche se reflètent dans les structures tectoniques. Par exemple le Portlandien Inférieur fut très déformé et il est parsemé de stylolites et de slickolites. En détail les structures suivantes peuvent être observées:
- décrochements en direction ESE-ONO (N 115) avec des slickolites bien développés.
- fractures orientées NNE-SSO (N 020) à déplacement dextre; les stylolites associés indiquent la même direction.
- fentes de tension remplies par du calcite. Elles sont orientées majoritairement N 165 à N 175, parfois aussi N 020. Ces structures peuvent être interprétées comme des pull-aparts engendrées par les décrochements.
- fractures orientées NO-SE (N 130 à N 140) avec stylolites associées.

Les contraintes responsables pour le plissement de l'anticlinal ne furent pas seulement compressives, mais possédèrent également une forte composante cisaillante, voir transpressive ou transtensive. Les mouvements dans l'anticlinal probablement furent polyphasés.
Toutes ces observations laissent penser à une zone de cisaillement sous l'anticlinal avec déplacement dextre.

## L'âge des mouvements tectoniques
Logiquement la compression plissant la couverture sédimentaire se déploya après la déposition des derniers sédiments au Campanien/Maastrichtien. La genèse des rides anticlinales du bassin aquitain septentrional est donc attribuée à une phase tectonique fini-campanienne/maastrichtienne à la fin du Crétacé. Mais sans doute l'orogenèse pyrénéenne avec un serrage très fort en direction nord-sud influença considérablement l'évolution de ces structures. La phase majeure de déformation aux Pyrénées se situe à l'Éocène (Yprésien à Lutétien), culminant au Lutétien.

## Conclusions
L'anticlinal de La Tour-Blanche fait partie d'un système de rides anticlinales du Bassin aquitain septentrional. Pendant l'intervalle Maastrichtien - Éocène des serrages tectoniques avec une forte composante cisaillante engendrèrent ces structures, qui longent la bordure du Massif Central en direction ESE-ONO ou SE-NO. Remarquable est l'espacement décakilomètrique (15 - 20 kilomètres) assez régulier.
Le Massif armoricain méridional montre une organisation spatiale comparable en Vendée oriental. Ici entre les zones de cisaillement dextres, qui possèdent le même espacement et la même orientation, apparaissent des synclinoria beaucoup moins déformés. On peut donc conclure, que cette organisation spatiale varisque du Massif Armoricain méridional se poursuivit également sur la plate-forme aquitaine.
On est même conduit à penser, que le même style de déformation continua après l'orogenèse varisque et perdura jusqu'au Cénozoïque. Les zones de cisaillement du socle varisque furent réactivées et laissèrent ensuite leur empreinte dans la couverture sédimentaire mésozoïque.